# Ernst Bumm

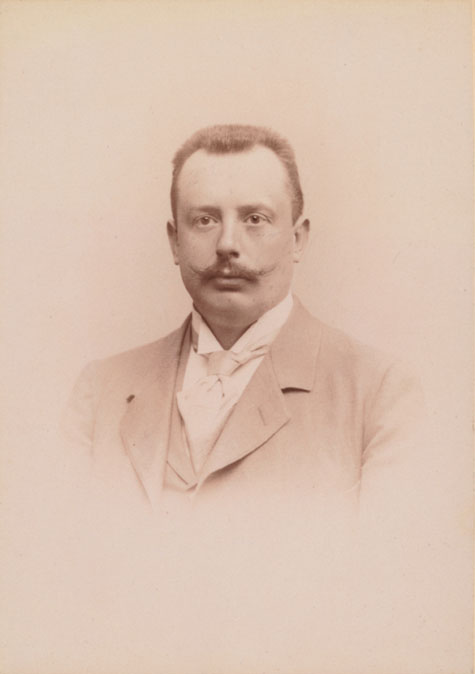
Ernst Bumm (um 1894)

Ernst Bumm (* 15. April 1858 in Würzburg; † 2. Januar 1925 in München) war ein deutscher Gynäkologe und Geburtshelfer. Er war Lehrstuhlinhaber in Basel, Halle an der Saale und Berlin.

## Leben
Ernst Bumm, Sohn eines Taubstummenlehrers und Bruder des Psychiaters Anton Bumm, studierte ab 1876 Medizin an der Universität Würzburg und wurde dort am 1. Mai 1880 mit seiner 1882 veröffentlichten Arbeit Zur Frage der Schankerexcision promoviert. Er war Schüler und Assistent des Geburtshelfers Friedrich Wilhelm von Scanzoni an der Würzburger Universitätsfrauenklinik im Juliusspital. 1885 habilitierte er sich für das Fach Geburtshilfe und Gynäkologie (Mikroorganismus der gonorrhoischen Schleimhauterkrankungen „Gonococcus Neisser“). Am Juliusspital war er unter anderem von 1880 bis 1882 als Assistenzarzt der Psychiatrischen Klinik, zwischen 1884 und 1886 als Repetitor an der Würzburger Hebammenschule und von 1885 bis 1894 als Frauenarzt tätig. 1887 gründete er mit Albert Hoffa in Würzburg eine Privatklinik.
1894 wurde Bumm ordentlicher Professor für Gynäkologie an der Universität Basel. 1899 war er Rektor der Universität. 1901 wurde Bumm an die Universität Halle und 1904 an die II. Universitätsfrauenklinik der Universität Berlin an der Charité berufen. 1910 übernahm er für 15 Jahre die Leitung der Universitätsfrauenklinik an der Charité in Berlin. Auch in Berlin war er Rektor. In seiner Rektoratsrede von 1917 Über das Frauenstudium beschäftigte er sich auch mit den „Eigenarten des weiblichen Seelenlebens“.
Er wurde zum Geheimrat ernannt und amtierte als Präsident der Deutschen Gesellschaft für Gynäkologie.

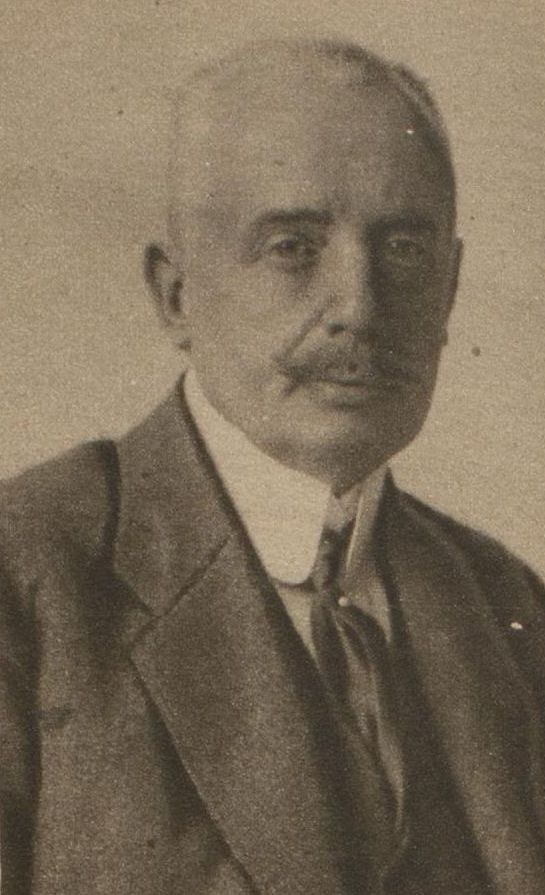
Ernst Bumm, um 1916

Infolge eines Gallenblasenleidens starb er mit 67 Jahren in München. Zahlreiche Nachrufe würdigten seine Verdienste. Im Seminarraum des Charitéhochhauses in Berlin ist eine von Fritz Klimsch angefertigte Büste zu Ernst Bumm aufgestellt.
Bumm war verheiratet mit Lilli Leube (1875–1938), Tochter des Mediziners Wilhelm von Leube. Bumms Frau war nach dem Tod ihres Vaters, Mitbesitzerin des Fideikommisses Schloss Montfort am Bodensee. Schloss Montfort war der Sommersitz der Familie von Leube. Bumms Schwager war der Chef der bayerischen Landespolizei Hans von Seißer, der 1923 an der Niederschlagung des Hitler-Putsches beteiligt war.

## Arbeitsgebiete
Ernst Bumm leistete wichtige Beiträge zur Bekämpfung des Wochenbettfiebers, indem er die Erkenntnisse der Bakteriologie für sein Fach nutzte, und entwickelte neue gynäkologische Operationstechniken. Er führte die weibliche Gonorrhoe und das Puerperalfieber erstmals auf bakterielle Infektionen zurück. Sein 1902 erschienenes Werk Grundriss zum Studium der Geburtshilfe ist aufgrund der hohen Qualität der Abbildungen zum Vorbild für viele Lehrbücher geworden. Weitere Forschungsgebiete waren die Eklampsie, das Uteruskarzinom und Erkrankungen der Harnwege der Frau. Außerdem setzte sich Bumm eine geringere Kindersterblichkeit in Deutschland zum Ziel und forderte hierzu neben medizinischen Maßnahmen bessere Lebensverhältnisse der niedrigen und mittleren Bevölkerungsschichten. Er förderte die seinerzeit aufkommende Strahlenbehandlung des Gebärmutterhalskrebses.

## Schriften (Auswahl)
- Über die Entwicklung der Frauenspitäler und der modernen Frauenklinik (1887)
- Zur Ätiologie der septischen Peritonitis (1889)
- Die gonorrhoischen Erkrankungen der Frau (1897)
- Grundriss zum Studium der Geburtshilfe (1901)
- Ueber das deutsche Bevölkerungsproblem (1902)
- Kurzes Lehrbuch der Gynäkologie (Jena 1910)
- Über das Frauenstudium (1917), doi:10.18452/70
- Operative Gynäkologie, I. Allgemeiner Teil (posthum erschienen)

## Ehrung
In Berlin-Charlottenburg, nahe dem Kaiserin-Auguste-Victoria-Haus zur Bekämpfung der Säuglings- und Kindersterblichkeit in Deutschland und mehrerer anderer Krankenhäuser und Gesundheitseinrichtungen, wurde 1960 der Ernst-Bumm-Weg gewidmet.